# Phalacrocorax perspicillatus
Phalacrocorax perspicillatus là một loài chim trong họ Phalacrocoracidae.